# Фредериксборг
Замок Фредериксборг (дат. Frederiksborg Slot) — резиденция датских королей в городе Хиллерёд, один из общепризнанных шедевров скандинавского ренессанса. Построен королём Кристианом IV на рубеже XVI и XVII вв. С 1882 года открыт для свободного посещения как Музей национальной истории.

## История
Первый замок на месте Фредериксборга был заложен в 1560 году королём Фредериком II и получил название Хиллерёдсхолм (дат. Hillerødsholm) по имени близлежащего городка. В 1599 года его сын Кристиан IV затеял перестройку своей любимой загородной резиденции, которой дал имя своего отца — Фредериксборг.
Заключительным аккордом строительных работ стала в 1622 году установка перед главным входом во дворец фонтана со статуей Нептуна, символизирующей господство Кристиана IV над северными морями. Бронзовые фигуры для фонтана изваял в Праге признанный мастер маньеризма, Адриан де Врис. После Роскилльского мира шведы увезли фонтан в Дроттнингхольм; в 1888 году его место заняла копия.
В 1693 году дворцовая часовня была передана королём в распоряжение орденов Слона и Даннеброг. С 1671 по 1840 год все датские монархи короновались именно в этой капелле.

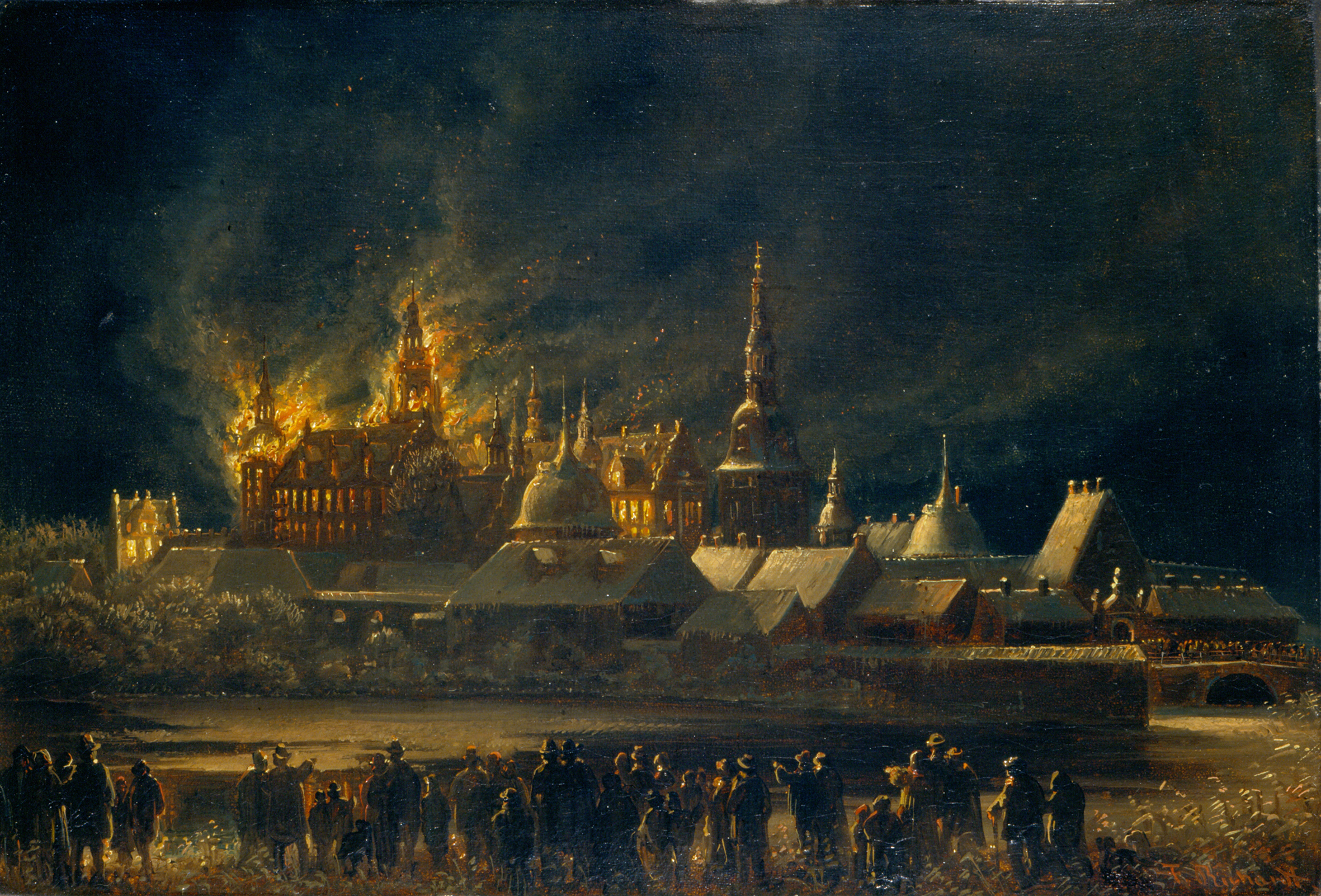
Пожар Фредериксборга

В холодную ночь с 16 на 17 декабря 1859 года король Фредерик VII потребовал затопить в замке камин, хотя дымоход был на ремонте. В результате случился большой пожар, который оставил от Фредериксборга одни руины.
Сразу после пожара датские купцы во главе с пивоваром Якобсеном начали сбор средств для реконструкции святыни национальной истории. Реконструкция была завершена к февралю 1882 года. Под эгидой основанного Якобсеном фонда «Карлсберг» на площадях замка был организован Национальный исторический музей.

## Музей
Малый рыцарский зал на первом этаже и Большой рыцарский зал на втором этаже восстановлены после пожара в том виде, в каком они были во времена короля Кристиана IV (1588—1648). На первом этаже в тот период располагалась столовая для придворных.
В залах на втором этаже выставлены экспонаты времён первых ольденбургских королей — от Кристиана I (1448—1481) до Кристиана IV, включая крупнейшее собрание портретов датской королевской семьи и её родственников. В первозданном виде сохранилась дворцовая церковь Кристиана IV, в которой традиционно проходила церемония коронации датских монархов. Величественный зал для приёмов был спроектирован архитектором Ламбертом ван Хавэном для Кристиана V в 1680-х годах.
В восточном крыле представлены экспонаты 2-й половины XIX — начала XX веков. На третьем этаже замка экспонируются картины, мебель и предметы дворцового обихода XVIII—XIX веков. На четвёртом этаже представлено современное искусство Дании XX и XXI веков. В Фредериксборге периодически проходят выставки современной портретной фотографии. Оборудованы кино- и видеозалы.